# Lianshan, Huludao
Lianshan är ett stadsdistrikt i Huludao i Liaoning-provinsen i nordöstra Kina.